# زن شرور
زن شرور یا خبیث (انگلیسی: The Villainess) یک فیلم اکشن و جنایی محصول سال ۲۰۱۷ سینمای کره جنوبی به کارگردانی جونگ بیونگ-گیل  با بازی کیم اوک بین است. این فیلم اولین نمایش جهانی خود را در هفتادمین جشنواره فیلم کن در می ۲۰۱۷ انجام داد.

## داستان
داستان در مورد قاتل آموزش دیده‌ای به نام سوک-هی است که برای کشتن متولد شده‌است، زمانی که او در حال آمورش است، مربی او به قتل می‌رسد و همین امر سبب می‌شود تا…

## بازخوردها
این فیلم همچنین در شانزدهمین جشنواره فیلم آسیایی نیویورک که از ۳۰ ژوئن تا ۱۶ ژوئیه ۲۰۱۷ برگزار شد، به نمایش درآمد. در این جشنواره، این فیلم جایزه دانیل ای کرافت را برای برتری در سینمای اکشن دریافت کرد.
در وب‌سایت جمع‌آوری نقد راتن تومیتوز، این فیلم بر اساس ۸۵ نقد با میانگین امتیاز ۶.۸ از ۱۰ درای ۸۴ درصد تاییدیه است. اجماع انتقادی این سایت می‌گوید: «این فیلم به اندازه کافی هیجانات جنبشی ناب ارائه می‌دهد تا علاقه‌مندان به ژانر را راضی کند - و جایگاه خونینی برای خود در سینمای اکشن مدرن کره ایجاد کند.» 